# Bリーグアワードショー
Bリーグアワードショー（B.LEAGUE AWARD SHOW）は、Bリーグの表彰式である。
Bリーグのシーズンを締めくくるイベントとして、Bリーグ1部（B1）レギュラーシーズン各賞の表彰を行う。
初年度は2017年5月30日にBillboard Live TOKYO＠六本木ミッドタウンにてヘッドコーチ、審判に加え、日本バスケットボール協会の三屋裕子会長、Bリーグの大河正明チェアマン、川淵三郎初代チェアマンが出席して行われた。

## 表彰
ベストタフショット賞及びBリーグ特別表彰のうちのイケメン選手賞、クール＆セクシー賞、ユーモア選手賞はSNSを利用したファン投票で決まる。
- クラブ表彰
  - 年間優勝：5,000万円
  - 年間準優勝：2,000万円
  - 年間ベスト4：750万円
  - チャンピオンシップ出場：500万円
  - レギュラーシーズン・カンファレンス優勝：1,000万円
- 個人表彰
  - レギュラーシーズン最優秀選手賞：100万円
  - ベストファイブ：30万円
  - ベスト6thマン：20万円
  - 新人賞：20万円
  - ベストディフェンダー賞：20万円
  - タフショット賞
  - ベストダンクシュート賞：20万円
  - 最優秀ヘッドコーチ賞：30万円
  - 最優秀審判賞：記念品
- リーダーズ表彰
  - 得点王：30万円
  - アシスト王：30万円
  - リバウンド王：30万円
  - スティール王：30万円
  - ブロック王：30万円
  - ベスト3P成功率賞：30万円
  - ベストFT成功率賞：30万円
- 特別表彰
  - イケメン選手賞
  - クール&セクシー選手賞
  - ユーモア選手賞
  - BREAK THE BORDER賞

### 2010年代

#### 2017年
出典: 
| 個人表彰                         | 個人表彰                    | 個人表彰               |
| -------------------------------- | --------------------------- | ---------------------- |
| レギュラーシーズン最優秀選手賞   | ニック・ファジーカス        | 川崎ブレイブサンダース |
| ベストファイブ ※最優秀選手は割愛 | 富樫勇樹                    | 千葉ジェッツ           |
| ベストファイブ ※最優秀選手は割愛 | 田中大貴                    | アルバルク東京         |
| ベストファイブ ※最優秀選手は割愛 | 金丸晃輔                    | シーホース三河         |
| ベストファイブ ※最優秀選手は割愛 | 比江島慎                    | シーホース三河         |
| ベスト6thマン                    | タイラー・ストーン          | 千葉ジェッツ           |
| 新人賞                           | ベンドラメ礼生              | サンロッカーズ渋谷     |
| ベストディフェンダー賞           | 遠藤祐亮                    | 栃木ブレックス         |
| ベストタフショット賞             | 川村卓也                    | 横浜ビー・コルセアーズ |
| 最優秀審判賞                     | 加藤誉樹                    |                        |
| リーダーズ表彰                   |                             |                        |
| 得点王                           | ニック・ファジーカス (27.1) | 川崎ブレイブサンダース |
| アシスト王                       | 宇都直輝 (4.3)              | 富山グラウジーズ       |
| リバウンド王                     | ライアン・ロシター (13.3)   | 栃木ブレックス         |
| スティール王                     | 広瀬健太 (2.0)              | サンロッカーズ渋谷     |
| ブロック王                       | ジョシュ・ハレルソン (1.9)  | 大阪エヴェッサ         |
| ベスト3P成功率賞                 | 金丸晃輔 (42.6%)            | シーホース三河         |
| ベストFT成功率賞                 | 金丸晃輔 (90.8)             | シーホース三河         |
| 年間表彰                         |                             |                        |
| 最優秀ヘッドコーチ賞             | トーマス・ウィスマン        | 栃木ブレックス         |
| キャプテン                       | 田臥勇太                    | 栃木ブレックス         |
| 特別表彰                         |                             |                        |
| イケメン選手賞                   | 宇都直輝                    | 富山グラウジーズ       |
| ユーモア選手賞                   | 比留木謙司                  | 富山グラウジーズ       |
| クール&セクシー選手賞            | 城宝匡史                    | 富山グラウジーズ       |
| BREAK THE BORDER賞               | 川淵三郎                    | 初代チェアマン         |
| 入場者数NO.1クラブ               | 千葉ジェッツ                |                        |
| SNS増加数NO.1クラブ              | 千葉ジェッツ                |                        |
| ホスピタリティNO.1クラブ         | 琉球ゴールデンキングス      |                        |

#### 2018年
出典: 
| 個人表彰                         | 個人表彰                    | 個人表彰               |
| -------------------------------- | --------------------------- | ---------------------- |
| レギュラーシーズン最優秀選手賞   | 比江島慎                    | シーホース三河         |
| ベストファイブ ※最優秀選手は割愛 | 金丸晃輔                    | シーホース三河         |
| ベストファイブ ※最優秀選手は割愛 | ニック・ファジーカス        | 川崎ブレイブサンダース |
| ベストファイブ ※最優秀選手は割愛 | 田中大貴                    | アルバルク東京         |
| ベストファイブ ※最優秀選手は割愛 | 富樫勇樹                    | 千葉ジェッツ           |
| ベスト6thマン                    | 藤井祐眞                    | 川崎ブレイブサンダース |
| ベストディフェンダー賞           | 橋本竜馬                    | シーホース三河         |
| ベストタフショット賞             | ハッサン・マ－ティン        | 琉球ゴールデンキングス |
| 新人賞                           | 馬場雄大                    | アルバルク東京         |
| 最優秀審判賞                     | 加藤誉樹                    |                        |
| リーダーズ表彰                   |                             |                        |
| 得点王                           | ダバンテ・ガードナー (28.7) | 新潟アルビレックスBB   |
| アシスト王                       | 宇都直輝 (7.7)              | 富山グラウジーズ       |
| リバウンド王                     | ニック・ファジーカス (10.9) | 川崎ブレイブサンダース |
| スティール王                     | マイケル・パーカー (1.9)    | 千葉ジェッツ           |
| ブロック王                       | ハシーム・サビート (2.2)    | 横浜ビー・コルセアーズ |
| ベスト3P成功率賞                 | 喜多川修平 (41.7%)          | 栃木ブレックス         |
| ベストFT成功率賞                 | 金丸晃輔 (93.2%)            | シーホース三河         |
| 年間表彰                         |                             |                        |
| 最優秀ヘッドコーチ賞             | ルカ・パヴィチェヴィッチ    | アルバルク東京         |
| キャプテン                       | 正中岳城                    | アルバルク東京         |
| 特別表彰                         |                             |                        |
| ファッションアイコン             | 西村文男                    | 千葉ジェッツ           |
| ソーシャルメディアリーダー       | 伊藤俊亮                    | 千葉ジェッツ           |
| Hope 特別賞                      | 人形櫂世                    | アルバルク東京         |
| BREAK THE BORDER 賞              | 折茂武彦                    | レバンガ北海道         |
| マスコットオブザイヤー           | ジャンボくん                | 千葉ジェッツ           |
| 特別賞                           | 東芝                        |                        |
| 入場者数NO1クラブ                | 千葉ジェッツ                |                        |
| ホスピタリティNO1クラブ          | 千葉ジェッツ                |                        |
| ソーシャルメディア最優秀クラブ   | 千葉ジェッツ                |                        |

#### 2019年
出典: 
| 個人表彰                         | 個人表彰                     | 個人表彰               |
| -------------------------------- | ---------------------------- | ---------------------- |
| レギュラーシーズン最優秀選手賞   | 富樫勇樹                     | 千葉ジェッツ           |
| ベストファイブ ※最優秀選手は割愛 | ダバンテ・ガードナー         | 新潟アルビレックスBB   |
| ベストファイブ ※最優秀選手は割愛 | 遠藤祐亮                     | 栃木ブレックス         |
| ベストファイブ ※最優秀選手は割愛 | 金丸晃輔                     | シーホース三河         |
| ベストファイブ ※最優秀選手は割愛 | 田中大貴                     | アルバルク東京         |
| ベスト6thマン                    | 馬場雄大                     | アルバルク東京         |
| 新人賞                           | 岡田侑大                     | シーホース三河         |
| ベストディフェンダー賞           | 遠藤祐亮                     | 栃木ブレックス         |
| 最優秀審判賞                     | 加藤誉樹                     |                        |
| 最優秀ヘッドコーチ賞             | ルカ・パヴィチェヴィッチ     | アルバルク東京         |
| リーダーズ表彰                   |                              |                        |
| 得点王                           | ダバンテ・ガードナー (27.6)  | 新潟アルビレックスBB   |
| アシスト王                       | ジュリアン・マブンガ (8.5)   | 京都ハンナリーズ       |
| リバウンド王                     | ジョシュ・ハレルソン (12.3)  | 大阪エヴェッサ         |
| スティール王                     | 中山拓哉 (2.2)               | 秋田ノーザンハピネッツ |
| ブロック王                       | カディーム・コールビー (2.4) | 秋田ノーザンハピネッツ |
| ベスト3P成功率賞                 | 石井講祐 (45.2%)             | 千葉ジェッツ           |
| ベストFT成功率賞                 | 金丸晃輔 (90.9%)             | シーホース三河         |
| 特別表彰                         |                              |                        |
| ベストタフショット賞             | 富樫勇樹                     | 千葉ジェッツ           |
| レギュラーシーズンMIP①           | 柏木真介                     | 新潟アルビレックスBB   |
| レギュラーシーズンMIP②           | 五十嵐圭                     | 新潟アルビレックスBB   |
| 特別賞                           | 折茂武彦                     | レバンガ北海道         |
| マスコットオブザイヤー           | ジャンボくん                 | 千葉ジェッツ           |
| 入場者数NO1クラブ                | 千葉ジェッツ                 |                        |
| ソーシャルメディア最優秀クラブ   | アルバルク東京               |                        |
| ホスピタリティNO1クラブ          | シーホース三河               |                        |
| BREAK THE BORDER賞               | バスケットボール男子日本代表 |                        |

### 2020年代

#### 2020年
出典: 
| 個人表彰                             | 個人表彰                    | 個人表彰               |
| ------------------------------------ | --------------------------- | ---------------------- |
| レギュラーシーズン最優秀選手賞       | 田中大貴                    | アルバルク東京         |
| ベストファイブ ※最優秀選手は割愛     | 富樫勇樹                    | 千葉ジェッツ           |
| ベストファイブ ※最優秀選手は割愛     | 金丸晃輔                    | シーホース三河         |
| ベストファイブ ※最優秀選手は割愛     | ライアン・ロシター          | 宇都宮ブレックス       |
| ベストファイブ ※最優秀選手は割愛     | 藤井祐眞                    | 川崎ブレイブサンダース |
| 新人賞                               | 前田悟                      | 富山グラウジーズ       |
| 新人ベストファイブ ※最優秀新人は割愛 | 河村勇輝                    | 三遠ネオフェニックス   |
| 新人ベストファイブ ※最優秀新人は割愛 | コー・フリッピン            | 千葉ジェッツ           |
| 新人ベストファイブ ※最優秀新人は割愛 | シェーファーアヴィ幸樹      | 滋賀レイクスターズ     |
| 新人ベストファイブ ※最優秀新人は割愛 | 熊谷航                      | シーホース三河         |
| ベスト6thマン                        | 藤井祐眞                    | 川崎ブレイブサンダース |
| ベストディフェンダー賞               | 藤井祐眞                    | 川崎ブレイブサンダース |
| 最優秀審判賞                         | 加藤誉樹                    |                        |
| 最優秀ヘッドコーチ賞                 | -                           |                        |
| リーダーズ表彰                       |                             |                        |
| 得点王                               | ダバンテ・ガードナー (23.4) | シーホース三河         |
| アシスト王                           | 富樫勇樹 (6.5)              | 千葉ジェッツ           |
| リバウンド王                         | ジャック・クーリー (13.3)   | 琉球ゴールデンキングス |
| スティール王                         | ベンドラメ礼生 (1.8)        | サンロッカーズ渋谷     |
| ブロック王                           | ジョーダン・ヒース (1.5)    | 川崎ブレイブサンダース |
| ベスト3P成功率賞                     | 松井啓十郎 (47.2%)          | 京都ハンナリーズ       |
| ベストFT成功率賞                     | 金丸晃輔 (97.4%)            | シーホース三河         |
| 特別表彰                             |                             |                        |
| 功労賞                               | 折茂武彦                    | レバンガ北海道         |
| MIP                                  | 田渡凌                      | 横浜ビー・コルセアーズ |
| ベストタフショット賞                 | 石井講祐                    | サンロッカーズ渋谷     |
| BREAK THE BORDER賞①                  | 馬場雄大                    | テキサス・レジェンズ   |
| BREAK THE BORDER賞②                  | CUE4                        | アルバルク東京         |
| マスコットオブザイヤー               | ジャンボくん                | 千葉ジェッツ           |
| 入場者数NO1クラブ                    | 千葉ジェッツ                |                        |
| ソーシャルメディア最優秀クラブ       | 川崎ブレイブサンダース      |                        |
| ホスピタリティNO1クラブ              | 川崎ブレイブサンダース      |                        |

#### 2021年
出典: 
| 個人表彰                               | 個人表彰                   | 個人表彰                       |
| -------------------------------------- | -------------------------- | ------------------------------ |
| レギュラーシーズン最優秀選手賞         | 金丸晃輔                   | シーホース三河                 |
| ベストファイブ ※最優秀選手は割愛       | 富樫勇樹                   | 千葉ジェッツ                   |
| ベストファイブ ※最優秀選手は割愛       | 藤井祐眞                   | 川崎ブレイブサンダース         |
| ベストファイブ ※最優秀選手は割愛       | ニック・ファジーカス       | 川崎ブレイブサンダース         |
| ベストファイブ ※最優秀選手は割愛       | ジュリアン・マブンガ       | 富山グラウジーズ               |
| 新人賞                                 | テーブス海                 | 宇都宮ブレックス               |
| 新人ベストファイブ ※最優秀新人は割愛   | 小酒部泰暉                 | アルバルク東京                 |
| 新人ベストファイブ ※最優秀新人は割愛   | 増田啓介                   | 川崎ブレイブサンダース         |
| 新人ベストファイブ ※最優秀新人は割愛   | 寺嶋良                     | 京都ハンナリーズ               |
| 新人ベストファイブ ※最優秀新人は割愛   | アイザイア・マーフィー     | 広島ドラゴンフライズ           |
| ベスト6thマン                          | 橋本拓哉                   | 大阪エヴェッサ                 |
| ベストディフェンダー賞                 | 藤井祐眞                   | 川崎ブレイブサンダース         |
| ベストタフショット賞                   | 藤井祐眞                   | 川崎ブレイブサンダース         |
| 最優秀審判賞                           | 加藤誉樹                   |                                |
| 最優秀ヘッドコーチ賞                   | 大野篤史                   | 千葉ジェッツ                   |
| リーダーズ表彰                         |                            |                                |
| 得点王                                 | ニック・メイヨ (21.5)      | レバンガ北海道                 |
| アシスト王                             | ジュリアン・マブンガ (7.4) | 富山グラウジーズ               |
| リバウンド王                           | ジャック・クーリー (12.3)  | 琉球ゴールデンキングス         |
| スティール王                           | 川嶋勇人 (2.4)             | 三遠ネオフェニックス           |
| ブロック王                             | アレックス・デイビス (2.2) | 秋田ノーザンハピネッツ         |
| ベスト3P成功率賞                       | 狩野祐介 (47.5%)           | 名古屋ダイヤモンドドルフィンズ |
| ベストFT成功率賞                       | 古川孝敏 (91.0%)           | 秋田ノーザンハピネッツ         |
| 特別表彰                               |                            |                                |
| 功労賞                                 | 桜木ジェイアール           | シーホース三河                 |
| MIP                                    | 並里成                     | 琉球ゴールデンキングス         |
| NEXT STAR賞 by 日本郵便                | 増田啓介                   | 川崎ブレイブサンダース         |
| BREAK THE BORDER賞①                    | 沖縄アリーナ               | 琉球ゴールデンキングス         |
| BREAK THE BORDER賞②                    | B.LEAGUEファンの皆様       |                                |
| バスケットLIVE OnFire大賞 B1クラブ部門 | 秋田ノーザンハピネッツ     |                                |
| バスケットLIVE OnFire大賞 B1個人部門   | 中山拓哉                   | 秋田ノーザンハピネッツ         |
| バスケットLIVE OnFire大賞 B2クラブ部門 | 熊本ヴォルターズ           |                                |
| バスケットLIVE OnFire大賞 B2個人部門   | マイケル・パーカー         | 群馬クレインサンダーズ         |
| マスコットオブザイヤー                 | ブレッキー                 | 宇都宮ブレックス               |
| 入場者数NO1クラブ                      | 未表彰                     |                                |
| ソーシャルメディア最優秀クラブ         | 川崎ブレイブサンダース     |                                |

#### 2022年
出典: 
| 個人表彰                               | 個人表彰                                                                                  | 個人表彰                       |
| -------------------------------------- | ----------------------------------------------------------------------------------------- | ------------------------------ |
| レギュラーシーズン最優秀選手賞         | 藤井祐眞                                                                                  | 川崎ブレイブサンダース         |
| ベストファイブ ※最優秀選手は割愛       | 富樫勇樹                                                                                  | 千葉ジェッツ                   |
| ベストファイブ ※最優秀選手は割愛       | ニック・ファジーカス                                                                      | 川崎ブレイブサンダース         |
| ベストファイブ ※最優秀選手は割愛       | 安藤誓哉                                                                                  | 島根スサノオマジック           |
| ベストファイブ ※最優秀選手は割愛       | ドウェイン・エバンス                                                                      | 琉球ゴールデンキングス         |
| 新人賞                                 | 西田優大                                                                                  | シーホース三河                 |
| ベスト6thマン                          | クリストファー・スミス                                                                    | 千葉ジェッツ                   |
| ベストディフェンダー賞                 | 藤井祐眞                                                                                  | 川崎ブレイブサンダース         |
| ベストタフショット賞                   | 中山拓哉                                                                                  | 秋田ノーザンハピネッツ         |
| 最優秀審判賞                           | 加藤誉樹                                                                                  |                                |
| 最優秀ヘッドコーチ賞                   | 安齋竜三                                                                                  | 宇都宮ブレックス               |
| リーダーズ表彰                         |                                                                                           |                                |
| 得点王                                 | ショーン・ロング (25.0)                                                                   | レバンガ北海道                 |
| アシスト王                             | 富樫勇樹 (6.4)                                                                            | 千葉ジェッツ                   |
| リバウンド王                           | セバスチャン・サイズ (12.4)                                                               | アルバルク東京                 |
| スティール王                           | パブロ・アギラール (1.6)                                                                  | 川崎ブレイブサンダース         |
| ブロック王                             | アレックス・デイビス (1.5)                                                                | 秋田ノーザンハピネッツ         |
| ベスト3P成功率賞                       | 狩野祐介 (52.9%)                                                                          | 名古屋ダイヤモンドドルフィンズ |
| ベストFT成功率賞                       | 橋本竜馬 (92.0%)                                                                          | レバンガ北海道                 |
| 特別表彰                               |                                                                                           |                                |
| MIP                                    | 古川孝敏 中山拓哉                                                                         | 秋田ノーザンハピネッツ         |
| DRIVE YOU CRAZY賞                      | 東京2020オリンピック・パラリンピック 日本代表チーム（男子・女子・車いす男子・車いす女子） |                                |
| バスケットLIVE OnFire大賞 B1クラブ部門 | 秋田ノーザンハピネッツ                                                                    |                                |
| バスケットLIVE OnFire大賞 B1個人部門   | 中山拓哉                                                                                  | 秋田ノーザンハピネッツ         |
| バスケットLIVE OnFire大賞 B2クラブ部門 | 熊本ヴォルターズ                                                                          |                                |
| バスケットLIVE OnFire大賞 B2個人部門   | 磯野寛晃                                                                                  | 熊本ヴォルターズ               |
| マスコットオブザイヤー                 | ロウル                                                                                    | 川崎ブレイブサンダース         |
| ベストパフォーマンスチーム             | STAR JETS                                                                                 | 千葉ジェッツ                   |
| 入場者数NO1クラブ                      | 未表彰                                                                                    |                                |
| ソーシャルメディア最優秀クラブ         | 琉球ゴールデンキングス                                                                    |                                |

#### 2023年
出典: 
| 個人表彰                                  | 個人表彰                                                       | 個人表彰                       |
| ----------------------------------------- | -------------------------------------------------------------- | ------------------------------ |
| レギュラーシーズン最優秀選手賞            | 河村勇輝                                                       | 横浜ビー・コルセアーズ         |
| ベストファイブ ※最優秀選手は割愛          | 富樫勇樹                                                       | 千葉ジェッツ                   |
| ベストファイブ ※最優秀選手は割愛          | 原修太                                                         | 千葉ジェッツ                   |
| ベストファイブ ※最優秀選手は割愛          | クリストファー・スミス                                         | 千葉ジェッツ                   |
| ベストファイブ ※最優秀選手は割愛          | ペリン・ビュフォード                                           | 島根スサノオマジック           |
| 新人賞                                    | 河村勇輝                                                       | 横浜ビー・コルセアーズ         |
| ベスト6thマン                             | クリストファー・スミス                                         | 千葉ジェッツ                   |
| ベストディフェンダー賞                    | 原修太                                                         | 千葉ジェッツ                   |
| ベストタフショット賞 presented by G-SHOCK | 西田優大                                                       | シーホース三河                 |
| 最優秀審判賞                              | 加藤誉樹                                                       |                                |
| 最優秀ヘッドコーチ賞                      | 桶谷大                                                         | 琉球ゴールデンキングス         |
| リーダーズ表彰                            |                                                                |                                |
| 得点王                                    | ペリン・ビュフォード (22.5)                                    | 島根スサノオマジック           |
| アシスト王                                | 河村勇輝 (8.5)                                                 | 横浜ビー・コルセアーズ         |
| リバウンド王                              | ジャック・クーリー (12.7)                                      | 琉球ゴールデンキングス         |
| スティール王                              | ジェレミー・ジョーンズ (2.2)                                   | ファイティングイーグルス名古屋 |
| ブロック王                                | ジョーダン・ヒース (1.8)                                       | 川崎ブレイブサンダース         |
| ベスト3P成功率賞                          | ニック・ケイ (44.6%)                                           | 島根スサノオマジック           |
| ベストFT成功率賞                          | 平尾充庸 (89.1%)                                               | 茨城ロボッツ                   |
| 特別表彰                                  |                                                                |                                |
| MIP                                       | 河村勇輝                                                       | 横浜ビー・コルセアーズ         |
| ココロ、たぎる。賞                        | 千葉ジェッツ 河村勇輝                                          | 横浜ビー・コルセアーズ         |
| バスケットLIVE OnFire大賞 B1クラブ部門    | 秋田ノーザンハピネッツ                                         |                                |
| バスケットLIVE OnFire大賞 B1個人部門      | 中山拓哉                                                       | 秋田ノーザンハピネッツ         |
| バスケットLIVE OnFire大賞 B2クラブ部門    | 熊本ヴォルターズ                                               |                                |
| バスケットLIVE OnFire大賞 B2個人部門      | 磯野寛晃                                                       | 熊本ヴォルターズ               |
| B1 フェアプレー賞 presented by 日本生命   | 宇都宮ブレックス 名古屋ダイヤモンドドルフィンズ 大阪エヴェッサ |                                |
| B2 フェアプレー賞 presented by 日本生命   | 香川ファイブアローズ                                           |                                |
| マスコットオブザイヤー                    | ロウル                                                         | 川崎ブレイブサンダース         |
| ベストパフォーマンスチーム                | アルバルクチアリーダー                                         | アルバルク東京                 |
| 入場者数NO1クラブ                         | 琉球ゴールデンキングス                                         |                                |
| ソーシャルメディア最優秀クラブ            | 千葉ジェッツ                                                   |                                |

#### 2024年
出典: 
| 個人表彰                                           | 個人表彰                         | 個人表彰                       |
| -------------------------------------------------- | -------------------------------- | ------------------------------ |
| B1 レギュラーシーズン最優秀選手賞                  | D・J・ニュービル                 | 宇都宮ブレックス               |
| レギュラーシーズンベストファイブ ※最優秀選手は割愛 | 比江島慎                         | 宇都宮ブレックス               |
| レギュラーシーズンベストファイブ ※最優秀選手は割愛 | 富樫勇樹                         | 千葉ジェッツ                   |
| レギュラーシーズンベストファイブ ※最優秀選手は割愛 | 河村勇輝                         | 横浜ビー・コルセアーズ         |
| レギュラーシーズンベストファイブ ※最優秀選手は割愛 | ペリン・ビュフォード             | 島根スサノオマジック           |
| レギュラーシーズンセカンドチーム                   | コティ・クラーク                 | 三遠ネオフェニックス           |
| レギュラーシーズンセカンドチーム                   | ジョン・ムーニー                 | 千葉ジェッツ                   |
| レギュラーシーズンセカンドチーム                   | セバスチャン・サイズ             | アルバルク東京                 |
| レギュラーシーズンセカンドチーム                   | テーブス海                       | アルバルク東京                 |
| レギュラーシーズンセカンドチーム                   | 齋藤拓実                         | 名古屋ダイヤモンドドルフィンズ |
| 新人賞                                             | 金近廉                           | 千葉ジェッツ                   |
| ベスト6thマン                                      | ケリー・ブラックシアー・ジュニア | 広島ドラゴンフライズ           |
| ベストディフェンダー賞                             | 馬場雄大                         | 長崎ヴェルカ                   |
| ベストタフショット賞 presented by G-SHOCK          | ベンドラメ礼生                   | サンロッカーズ渋谷             |
| 最優秀審判賞                                       | 加藤誉樹                         |                                |
| 最優秀ヘッドコーチ賞                               | カイル・ミリング                 | 広島ドラゴンフライズ           |
| アジア特別賞                                       | サーディ・ラベナ                 | 三遠ネオフェニックス           |
| B2 レギュラーシーズン最優秀選手賞                  | ブランドン・アシュリー           | アルティーリ千葉               |
| リーダーズ表彰                                     |                                  |                                |
| 得点王                                             | ペリン・ビュフォード (22.6)      | 島根スサノオマジック           |
| アシスト王                                         | 河村勇輝 (8.1)                   | 横浜ビー・コルセアーズ         |
| リバウンド王                                       | ジョン・ムーニー (12.0)          | 千葉ジェッツ                   |
| スティール王                                       | コー・フリッピン (1.9)           | 群馬クレインサンダーズ         |
| ブロック王                                         | ジョシュ・ホーキンソン (1.3)     | サンロッカーズ渋谷             |
| ベスト3P成功率賞                                   | 比江島慎 (44.0%)                 | 宇都宮ブレックス               |
| ベストFT成功率賞                                   | 平尾充庸 (91.1%)                 | 茨城ロボッツ                   |
| 特別表彰                                           |                                  |                                |
| 功労賞                                             | 桜井良太                         | レバンガ北海道                 |
| 功労賞                                             | ニック・ファジーカス             | 川崎ブレイブサンダース         |
| MIP                                                | 川真田紘也                       | 滋賀レイクス                   |
| ココロ、たぎる。賞                                 | 富樫勇樹                         | 千葉ジェッツ                   |
| バスケットLIVE OnFire大賞 B1クラブ部門             | 宇都宮ブレックス                 |                                |
| バスケットLIVE OnFire大賞 B1個人部門               | 比江島慎                         | 宇都宮ブレックス               |
| バスケットLIVE OnFire大賞 B2クラブ部門             | 熊本ヴォルターズ                 |                                |
| バスケットLIVE OnFire大賞 B2個人部門               | 山本翔太                         | 熊本ヴォルターズ               |
| B1 フェアプレー賞 presented by 日本生命            | 信州ブレイブウォリアーズ         |                                |
| B2 フェアプレー賞 presented by 日本生命            | 越谷アルファーズ                 |                                |
| マスコットオブザイヤー                             | ルーク                           | アルバルク東京                 |
| ベストパフォーマンスチーム                         | レイクス チアリーダーズ          | 滋賀レイクス                   |
| 入場者数NO1クラブ                                  | 琉球ゴールデンキングス           |                                |
| ソーシャルメディア最優秀クラブ                     | 千葉ジェッツ                     |                                |

#### 2025年
出典: 
| 個人表彰                                           | 個人表彰                              | 個人表彰                       |
| -------------------------------------------------- | ------------------------------------- | ------------------------------ |
| B1 レギュラーシーズン最優秀選手賞                  | D・J・ニュービル                      | 宇都宮ブレックス               |
| レギュラーシーズンベストファイブ ※最優秀選手は割愛 | 比江島慎                              | 宇都宮ブレックス               |
| レギュラーシーズンベストファイブ ※最優秀選手は割愛 | デイビッド・ヌワバ                    | 三遠ネオフェニックス           |
| レギュラーシーズンベストファイブ ※最優秀選手は割愛 | 佐々木隆成                            | 三遠ネオフェニックス           |
| レギュラーシーズンベストファイブ ※最優秀選手は割愛 | ヴィック・ロー                        | 琉球ゴールデンキングス         |
| レギュラーシーズンセカンドチーム                   | 富樫勇樹                              | 千葉ジェッツ                   |
| レギュラーシーズンセカンドチーム                   | ライアン・ロシター                    | アルバルク東京                 |
| レギュラーシーズンセカンドチーム                   | ヤンテ・メイテン                      | 三遠ネオフェニックス           |
| レギュラーシーズンセカンドチーム                   | ブロック・モータム                    | 滋賀レイクス                   |
| レギュラーシーズンセカンドチーム                   | 安藤誓哉                              | 島根スサノオマジック           |
| 新人賞                                             | 脇真大                                | 琉球ゴールデンキングス         |
| ベスト6thマン                                      | 大浦颯太                              | 三遠ネオフェニックス           |
| ベストディフェンダー賞                             | 原修太                                | 千葉ジェッツ                   |
| ベストタフショット賞 presented by G-SHOCK          | 齋藤拓実                              | 名古屋ダイヤモンドドルフィンズ |
| 最優秀審判賞                                       | 加藤誉樹                              |                                |
| 最優秀ヘッドコーチ賞                               | ケビン・ブラスウェル ジーコ・コロネル | 宇都宮ブレックス               |
| アジア特別賞                                       | レイ・パークスジュニア                | 大阪エヴェッサ                 |
| B2 レギュラーシーズン最優秀選手賞                  | ブランドン・アシュリー                | アルティーリ千葉               |
| リーダーズ表彰                                     |                                       |                                |
| 得点王                                             | ブロック・モータム (21.4)             | 滋賀レイクス                   |
| アシスト王                                         | 佐々木隆成 (6.5)                      | 三遠ネオフェニックス           |
| リバウンド王                                       | トーマス・ウェルシュ (13.6)           | レバンガ北海道                 |
| スティール王                                       | アーロン・ヘンリー (2.4)              | ファイティングイーグルス名古屋 |
| ブロック王                                         | サッシャ・キリヤ・ジョーンズ (2.0)    | 川崎ブレイブサンダース         |
| ベスト3P成功率賞                                   | 比江島慎 (44.3%)                      | 宇都宮ブレックス               |
| ベストFT成功率賞                                   | 篠山竜青 (91.7%)                      | 川崎ブレイブサンダース         |
| 特別表彰                                           |                                       |                                |
| 功労賞                                             | ジェフ・ギブス                        | 越谷アルファーズ               |
| 功労賞                                             | 柏木真介                              | シーホース三河                 |
| 功労賞                                             | 岡田優介                              | 香川ファイブアローズ           |
| MIP                                                | 瀬川琉久                              | 千葉ジェッツ                   |
| ココロ、たぎる。賞                                 | レバンガ北海道 神戸ストークス         |                                |
| バスケットLIVE OnFire大賞 B1クラブ部門             | 宇都宮ブレックス                      |                                |
| バスケットLIVE OnFire大賞 B1個人部門               | 比江島慎                              | 宇都宮ブレックス               |
| バスケットLIVE OnFire大賞 B2クラブ部門             | 熊本ヴォルターズ                      |                                |
| バスケットLIVE OnFire大賞 B2個人部門               | 磯野寛晃                              | 熊本ヴォルターズ               |
| B1 フェアプレー賞 presented by 日本生命            | 宇都宮ブレックス                      |                                |
| B2 フェアプレー賞 presented by 日本生命            | 山形ワイヴァンズ                      |                                |
| マスコットオブザイヤー                             | ロウル                                | 川崎ブレイブサンダース         |
| ベストパフォーマンスチーム                         | サンダーガールズ                      | 群馬クレインサンダーズ         |
| 入場者数NO1クラブ                                  | 千葉ジェッツ                          |                                |
| ソーシャルメディア最優秀クラブ                     | 千葉ジェッツ                          |                                |
| バスケインフラリーグ総合優勝クラブ                 | 群馬クレインサンダーズ                |                                |
| 特別表彰                                           | 滋賀レイクス                          |                                |